# It’s Over (piosenka Jimmiego Rodgersa)
It’s Over – piosenka napisana i wykonywana przez popowego piosenkarza Jimmiego Rodgersa z albumu It’s Over z 1966 roku.
Piosenka została nagrana na żywo przez Elvisa Presleya 14 stycznia 1973 w Aloha from Hawaii.